# 메이디그룹

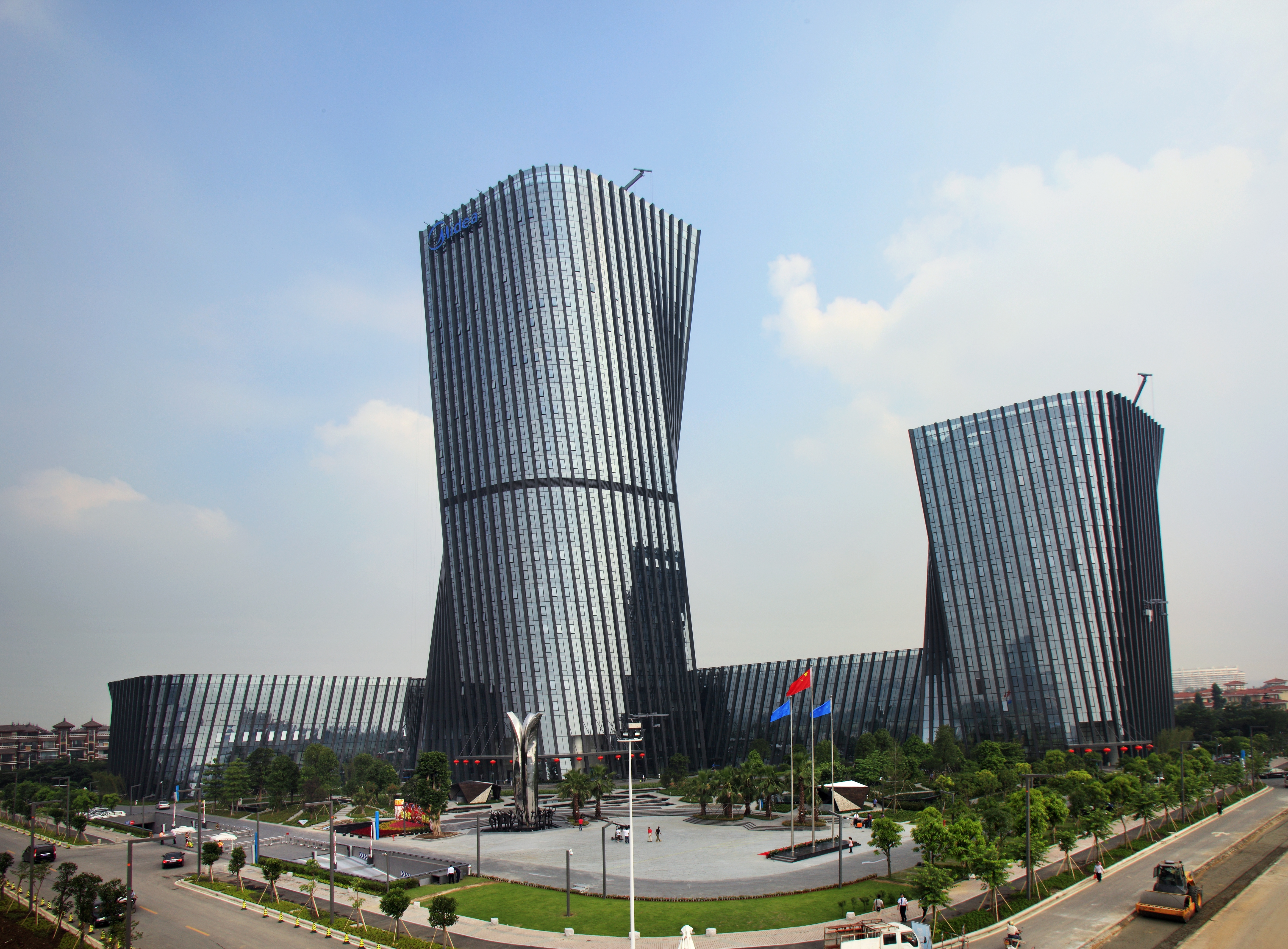

메이디그룹(중국어: 美的集团, Midea Group)은 중화인민공화국의 전기 어플라이언스 제조업체이다. 본사는 광둥성 포산시 순더구 베이자오 타운에 있으며 선전 증권거래소에 상장되어 있다. 2018년 기준으로 이 기업의 직원 수는 중국 내에서는 약 135,000명이며 해외에서는 지사 200곳 및 60곳 이상의 분점이 있다. 메이디그룹은 2013년부터 선전 증권거래소에 등재되고 있다. 2016년 7월부터는 포춘 글로벌 500에 등재되고 있다. 메이디는 조명, 물을 이용한 가전기기, 바닥 케어, 소형 부엌 어플라이언스, 세탁, 대형 조리기구, 냉각 어플라이언스를 생산한다. 또, 난방, 공기조화(HVAC) 부문의 가정 및 상업용 제품을 오랫동안 생산한 이력이 있다. 세계 최대의 로봇 및 가전제품 생산 기업이다.